# Ilhom Bahromov
Ilhom Bahromov (ur. 7 stycznia 1997) – uzbecki zapaśnik walczący w stylu klasycznym. Zajął dziewiąte miejsce na mistrzostwach świata w 2018 i 2019. Mistrz Azji w 2019 i 2021. Triumfator młodzieżowych igrzysk olimpijskich z 2014. Wicemistrz świata juniorów w 2016 i trzeci w 2017 roku.